# Ernesto Aparicio
Ernesto Aparicio Betancort (Las Palmas de Gran Canaria, España, 6 de abril de 1936-Ibidem, 4 de abril de 2019) fue un futbolista y masajista deportivo español que se desempeñaba como defensa.

## Trayectoria
Realizó la mayor parte de su carrera en la UD Las Palmas, donde ostentó la capitanía durante varios años. En 1970 dejó el club amarillo para recalar en el fútbol sudafricano, fichando por el Highland Park, donde se produjo su retirada del fútbol activo.
En 1972 regresó a Las Palmas donde ejerció como masajista del club hasta 2002 cuando se jubiló definitivamente. Falleció en su ciudad natal el 4 de abril de 2019.

## Clubes
| Club              | País      | Año       |
| ----------------- | --------- | --------- |
| U. D. Las Palmas  | España    | 1958-1970 |
| Highlands Park FC | Sudáfrica | 1971-1972 |